# 烏斯納爾卡河
53°19′07″N 23°51′38″E / 53.3185°N 23.8606°E
烏斯納爾卡河是東歐的河流，流經白俄羅斯和波蘭，該河流屬於斯維斯拉奇河的左支流，河道全長12公里，流域面積86平方公里。